# コブレンツ国防技術博物館
コブレンツ国防技術博物館 (コブレンツこくぼうぎじゅつはくぶつかん、ドイツ語: Wehrtechnische Studiensammlung (WTS) Koblenz) は、ドイツ連邦共和国ラインラント＝プファルツ州コブレンツにあるドイツ連邦軍の公式な軍事技術、兵器の収集品を展示する軍事博物館および資料館である。約7,000平方メートルの展示エリアに30,000点の展示品を有する、世界的にも大規模な軍事博物館の一つである。

## 歴史
1962年に、国防技術博物館の前身となる防衛技術研究収集施設 "Sammlung für Waffen- und Konstruktionsstudien" が、ニーダーザクセン州メッペンの旧フリードリヒ・クルップ社の射撃訓練施設の跡地にあった政府機関 "Wehrtechnische Dienststelle für Waffen und Munition" (WTD 91, 防衛技術部門-武器・弾薬、の意) の一部として設立された。
1982年にこの施設がコブレンツ市の旧ランゲマルク兵舎の建物に移転し、現在のコブレンツ国防技術博物館として一般公開された。
その後現在に至るまでドイツ連邦軍の管轄化の軍事博物館として公開されてきたが、2020年以降、新型コロナウイルス感染症 (COVID-19)の影響により一般公開を中止している

## 概要
ドイツ連邦軍によれば、コブレンツ国防技術博物館の主たる目的は連邦軍や他の政府機関向けの研究・教育・訓練施設兼資料館であり、一般向けの博物館としての側面はあくまでも二次的なものとされている。
一方でコブレンツには1982年以来、通算約100万人の来訪者があり、2020年のドイツ国内の博物館のランキングでコブレンツ国防技術博物館は全国で34位、ラインラント=プファルツ州で2位となったとされている。

## 展示品

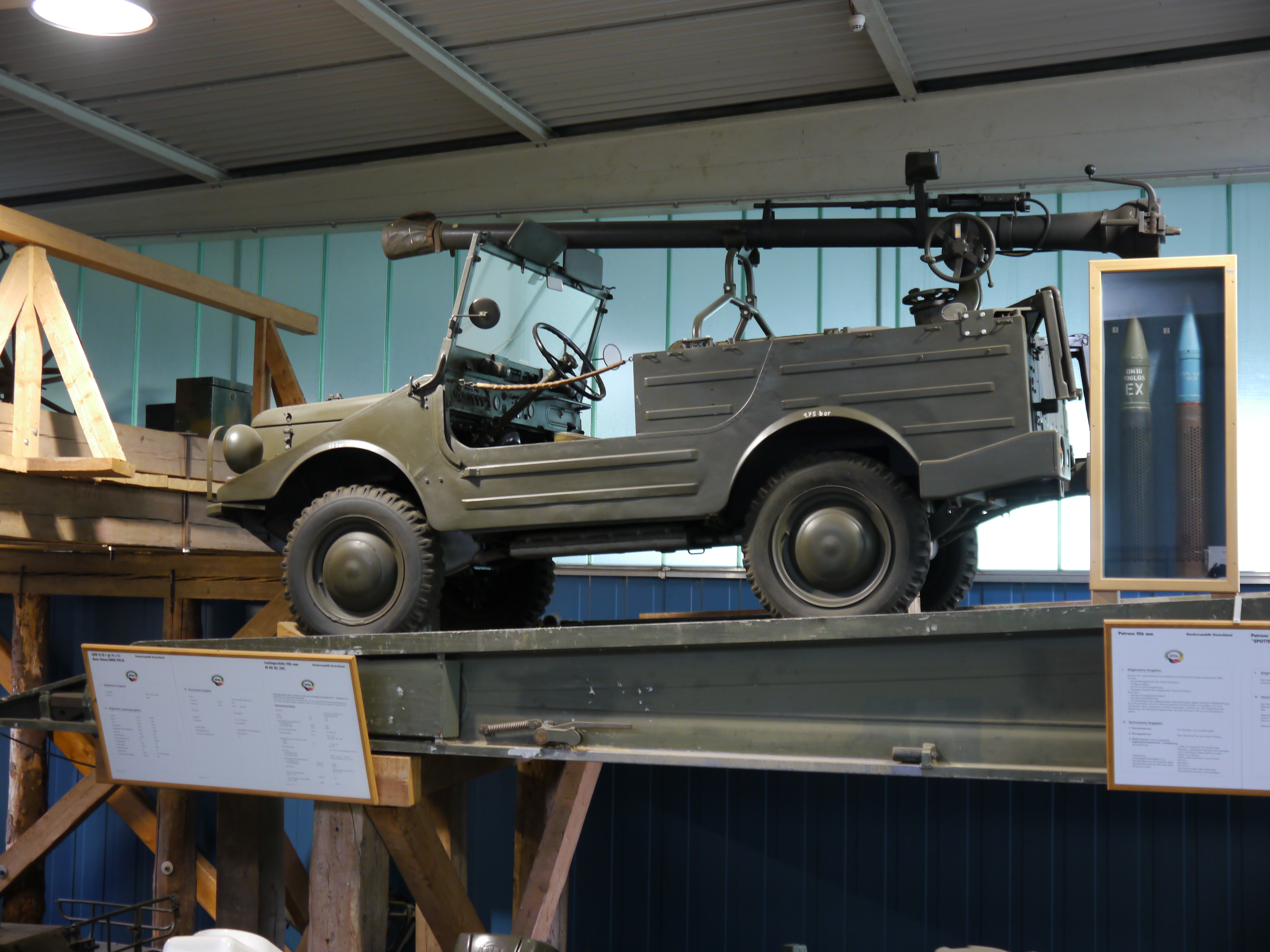
DKW・ムンガ
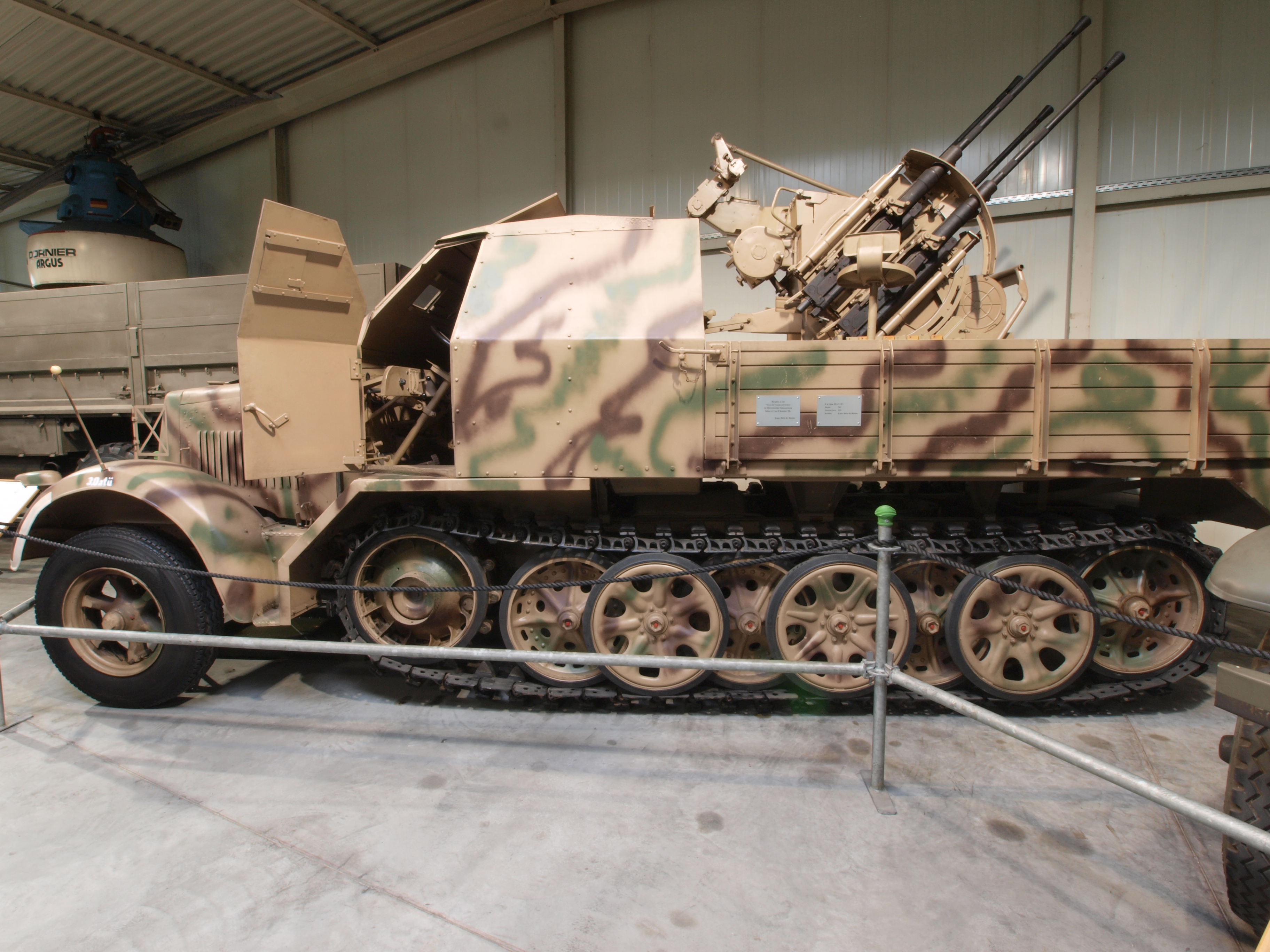
Sd.Kfz.7/1
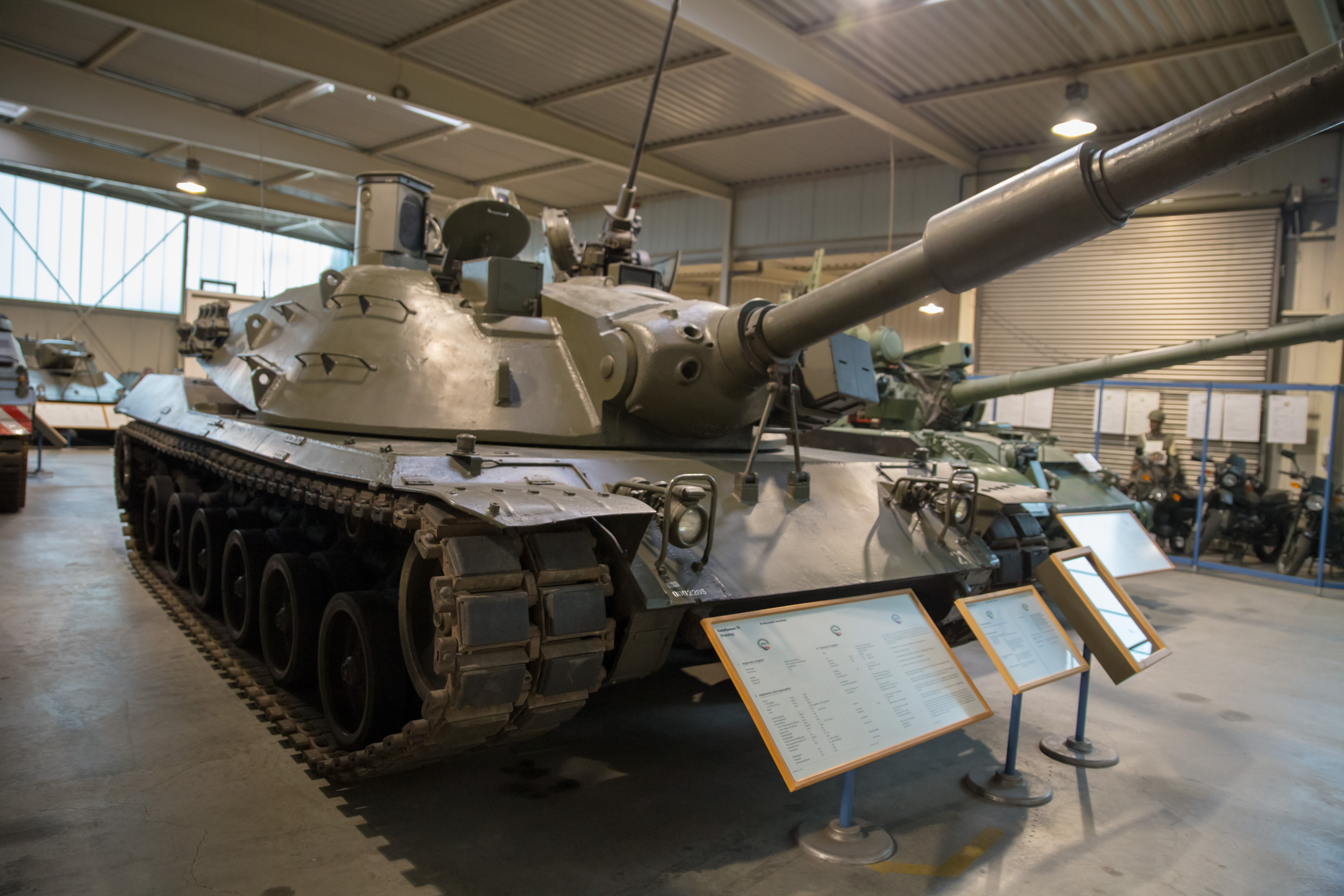
MBT-70/KPz.70
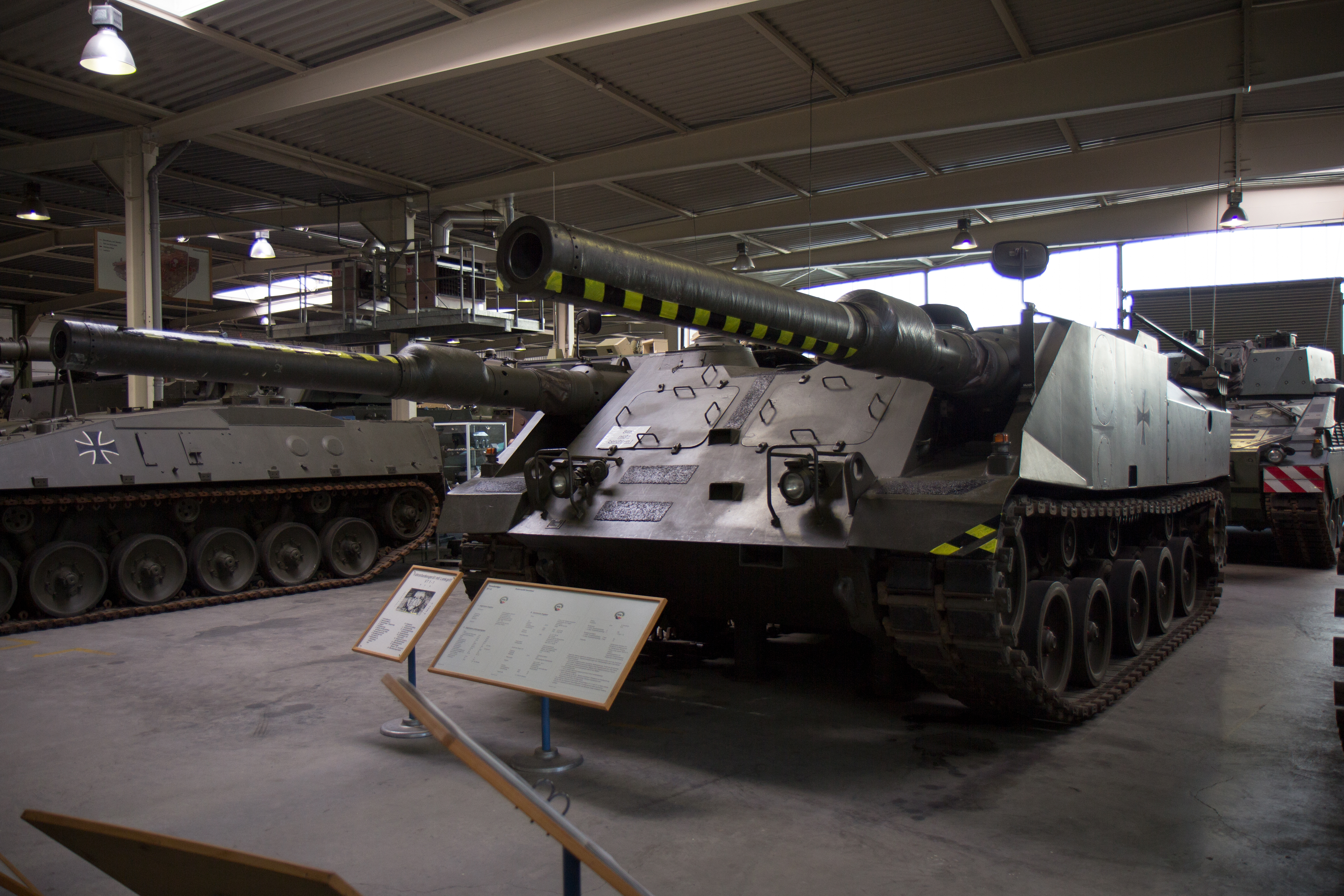
VT1-2
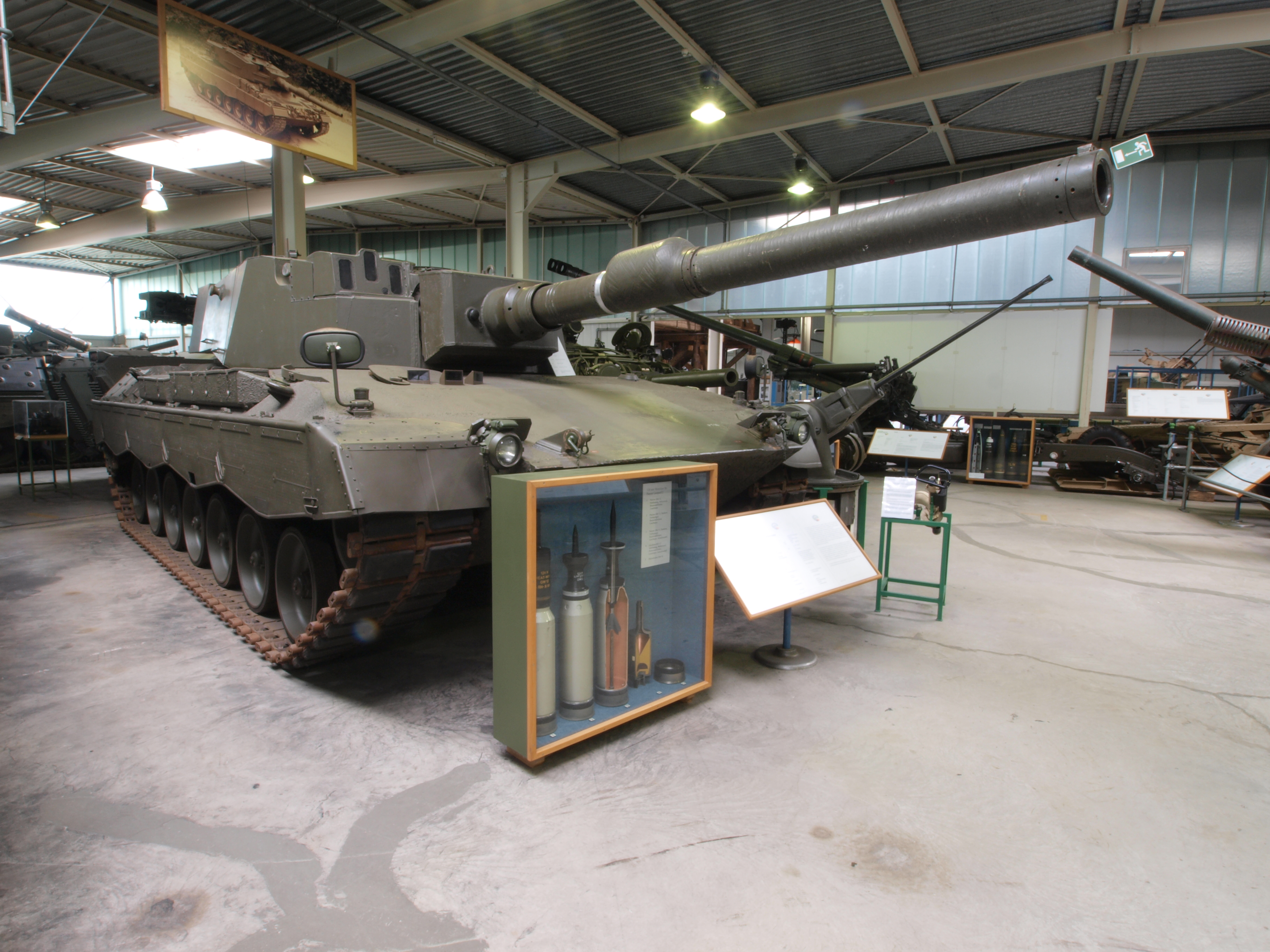
レオパルト2の試作型

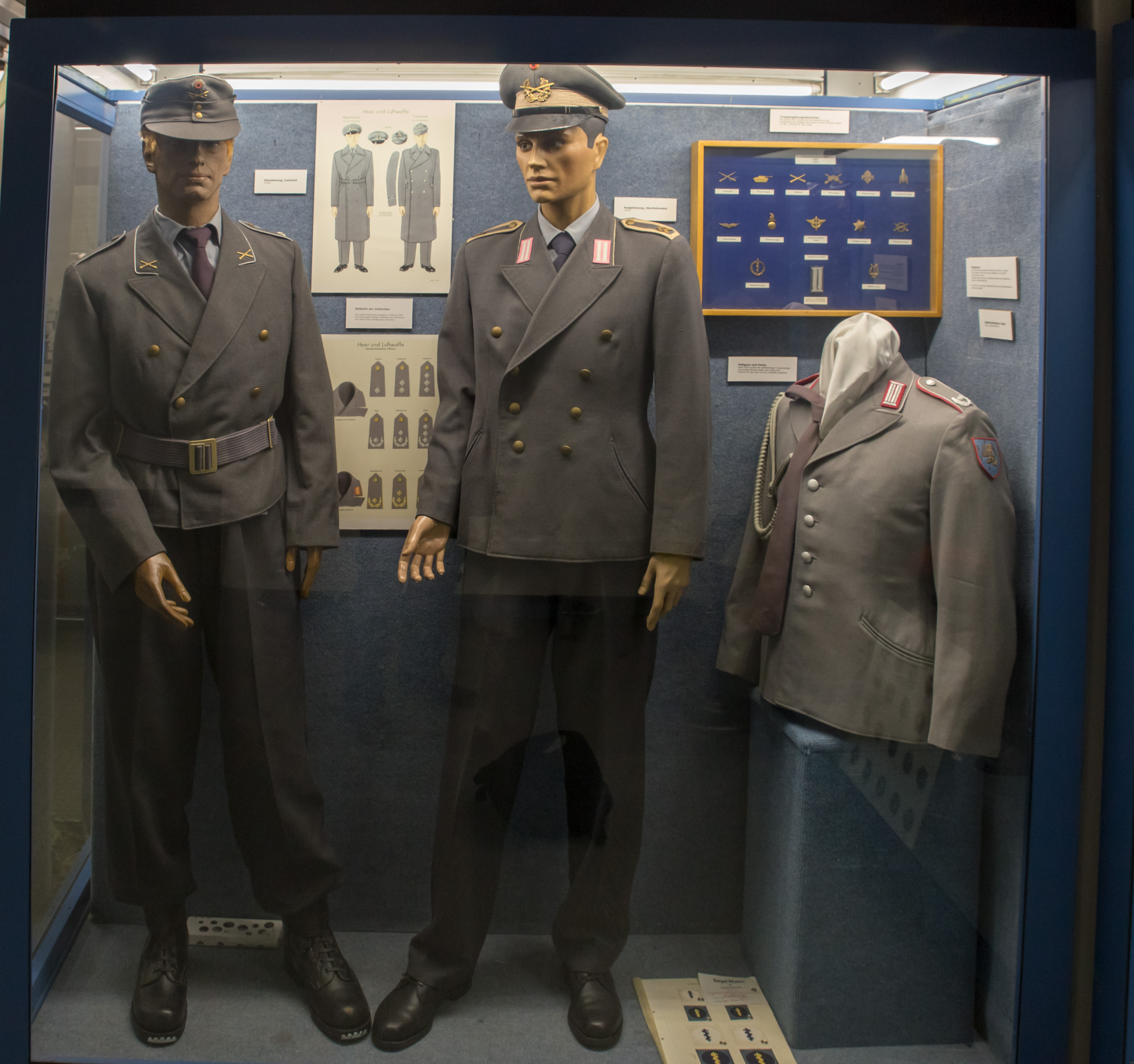
ドイツ連邦軍の制服
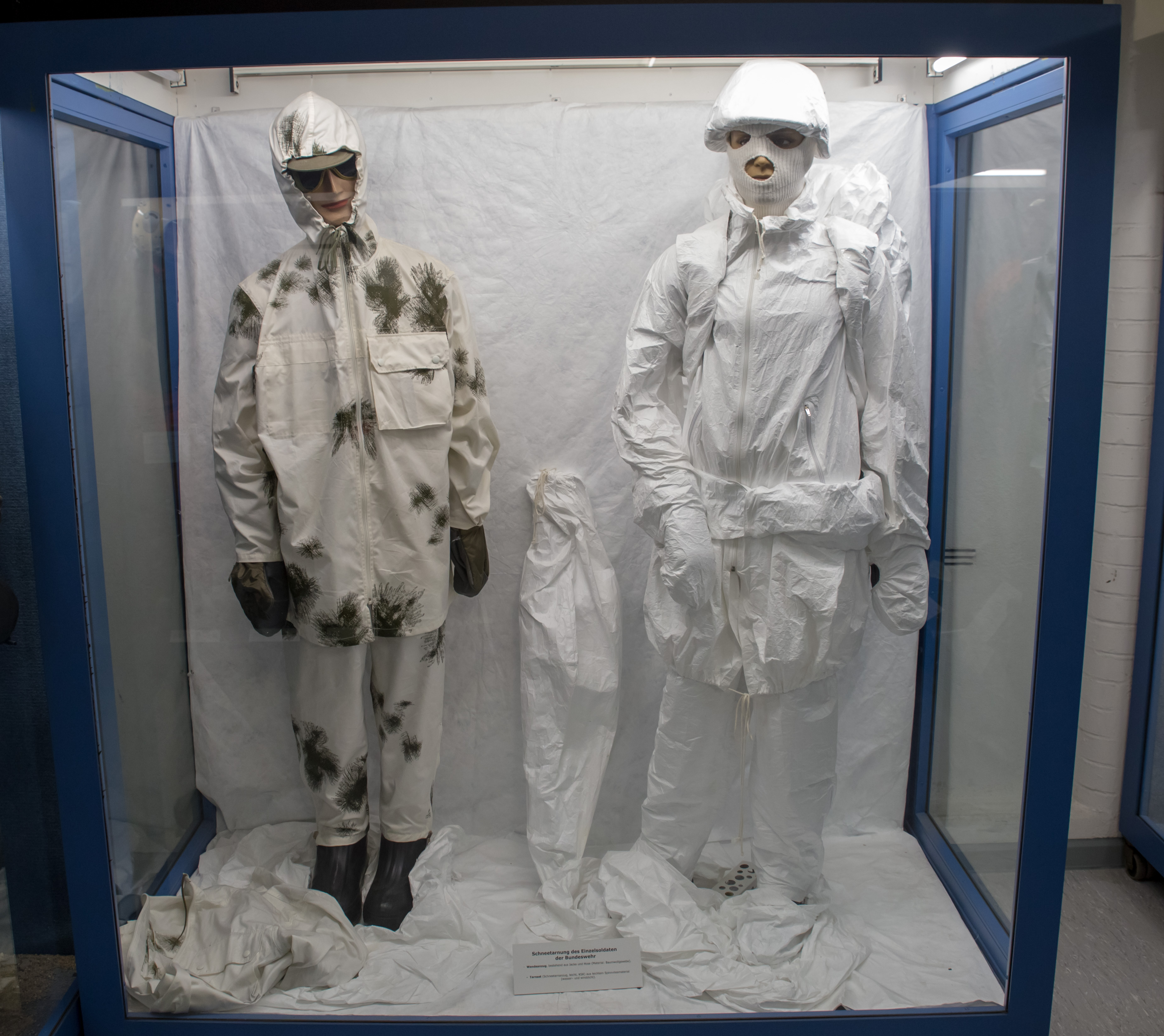
冬季用戦闘服
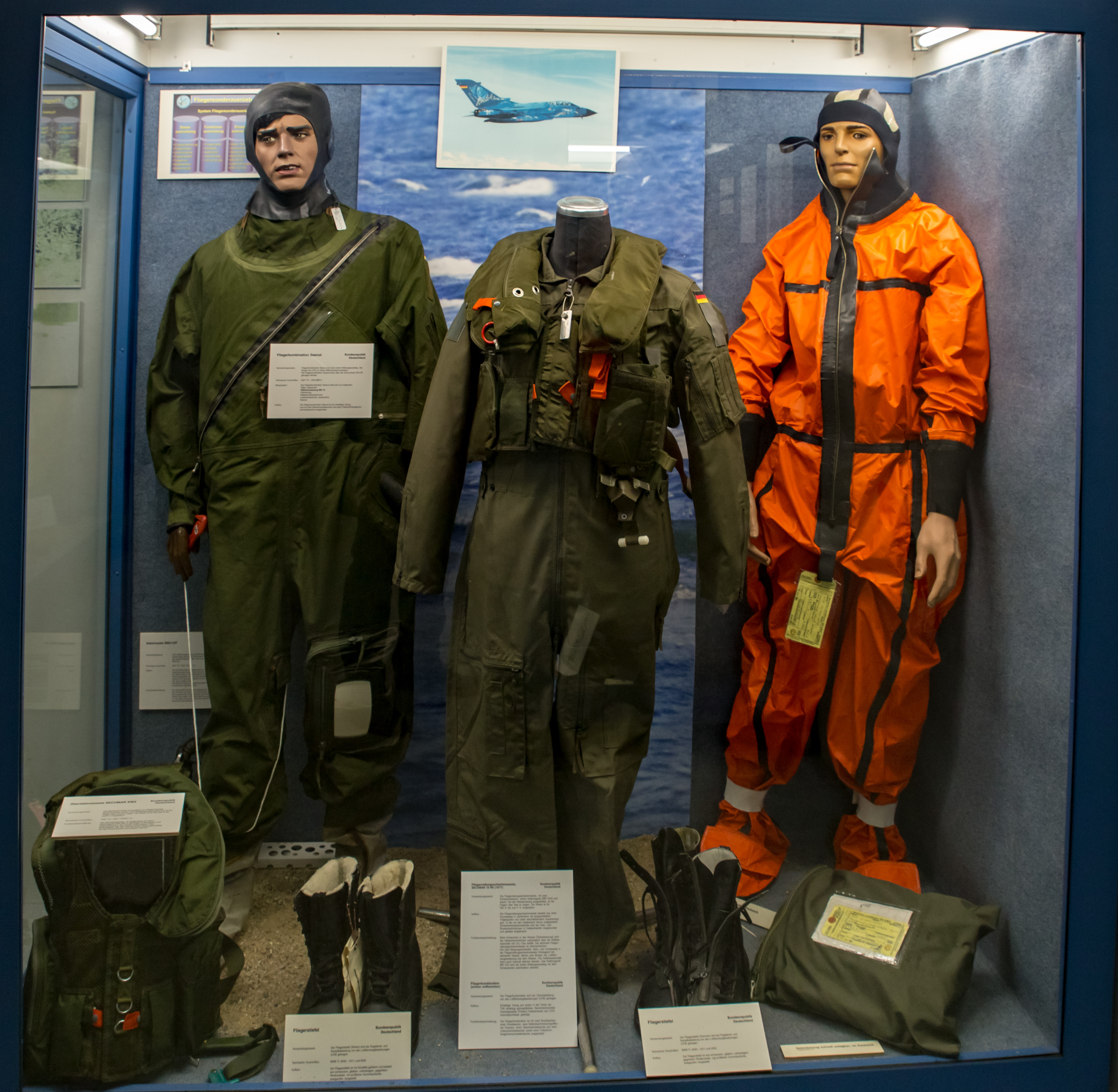
パイロット用ユニフォーム
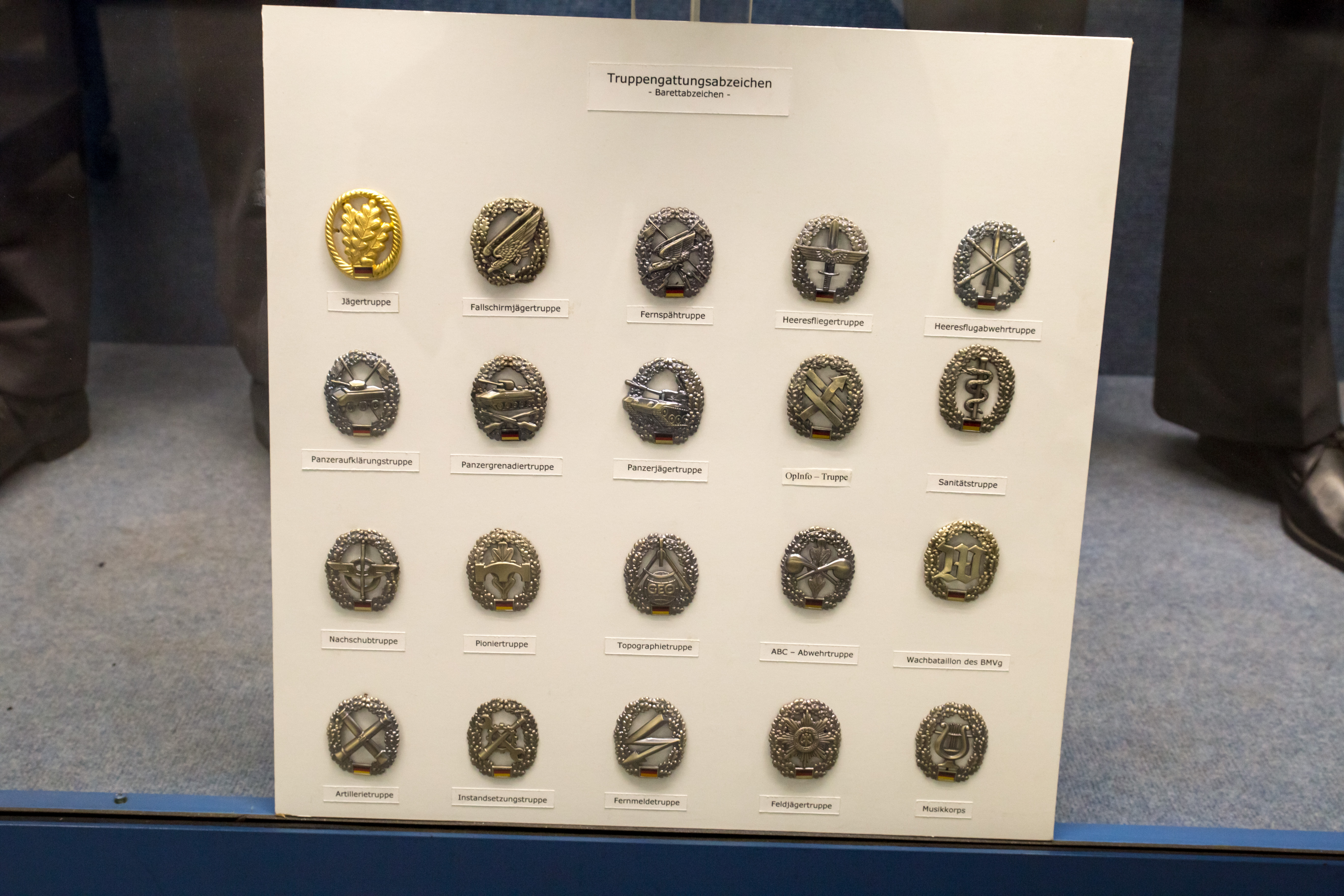
ドイツ連邦軍の勲章

前述のように約7,000平方メートルの展示エリアに30,000点の展示品を有し、また18,000点の関連書籍と30,000点の技術文書資料が保管され閲覧可能である。
また、重火砲や戦車、航空機なども含め展示品のほとんどが屋内展示であるため、状態が良好な事も特徴である。連邦軍向けの教育・研究機関としての側面から、銃火器類の展示品についても非稼動化はなされておらず、作動可能な状態で収蔵されている。
- 小火器、機関銃

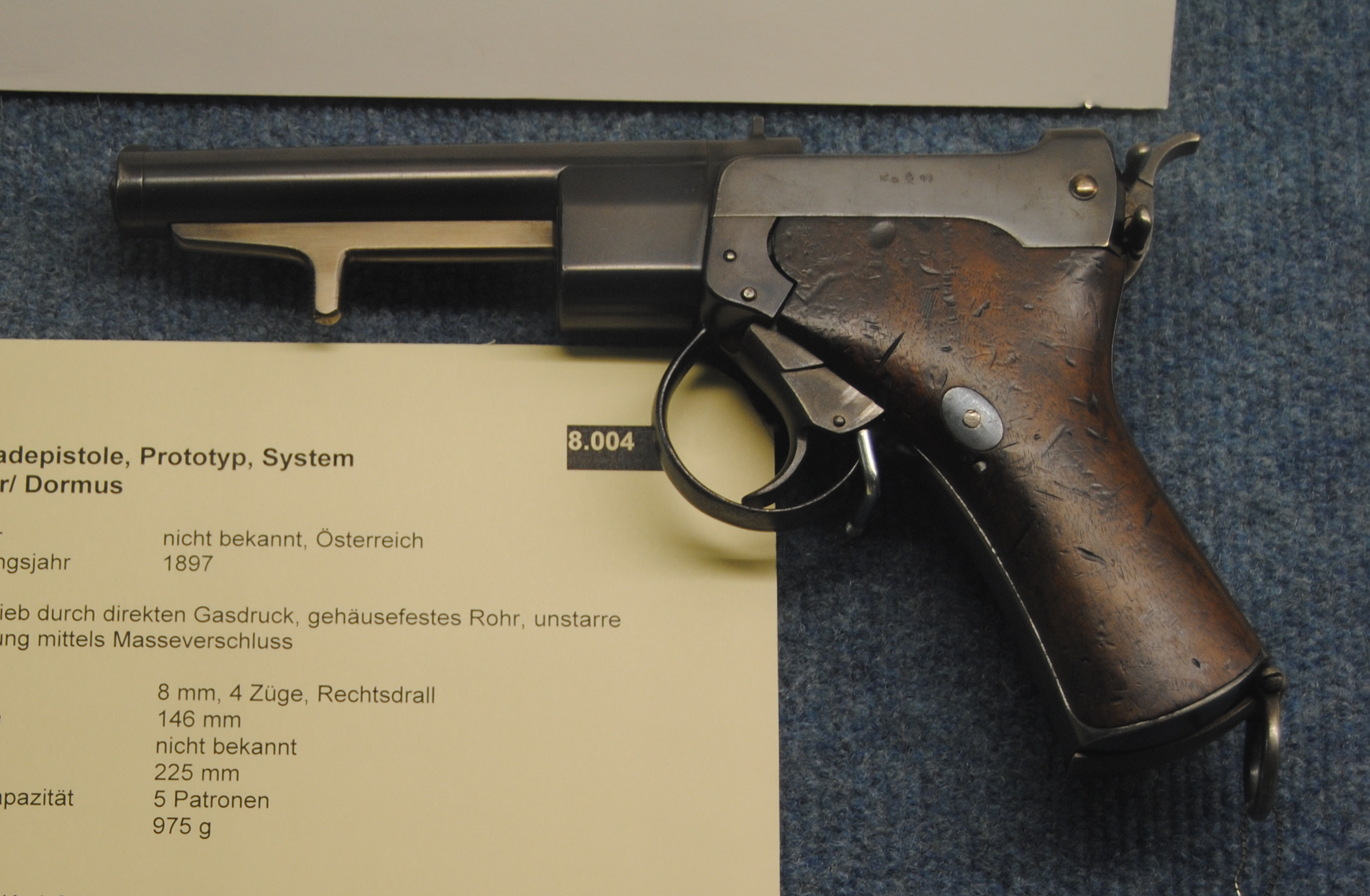
ザルヴァトール＝ドルムス・ピストル（英語版）
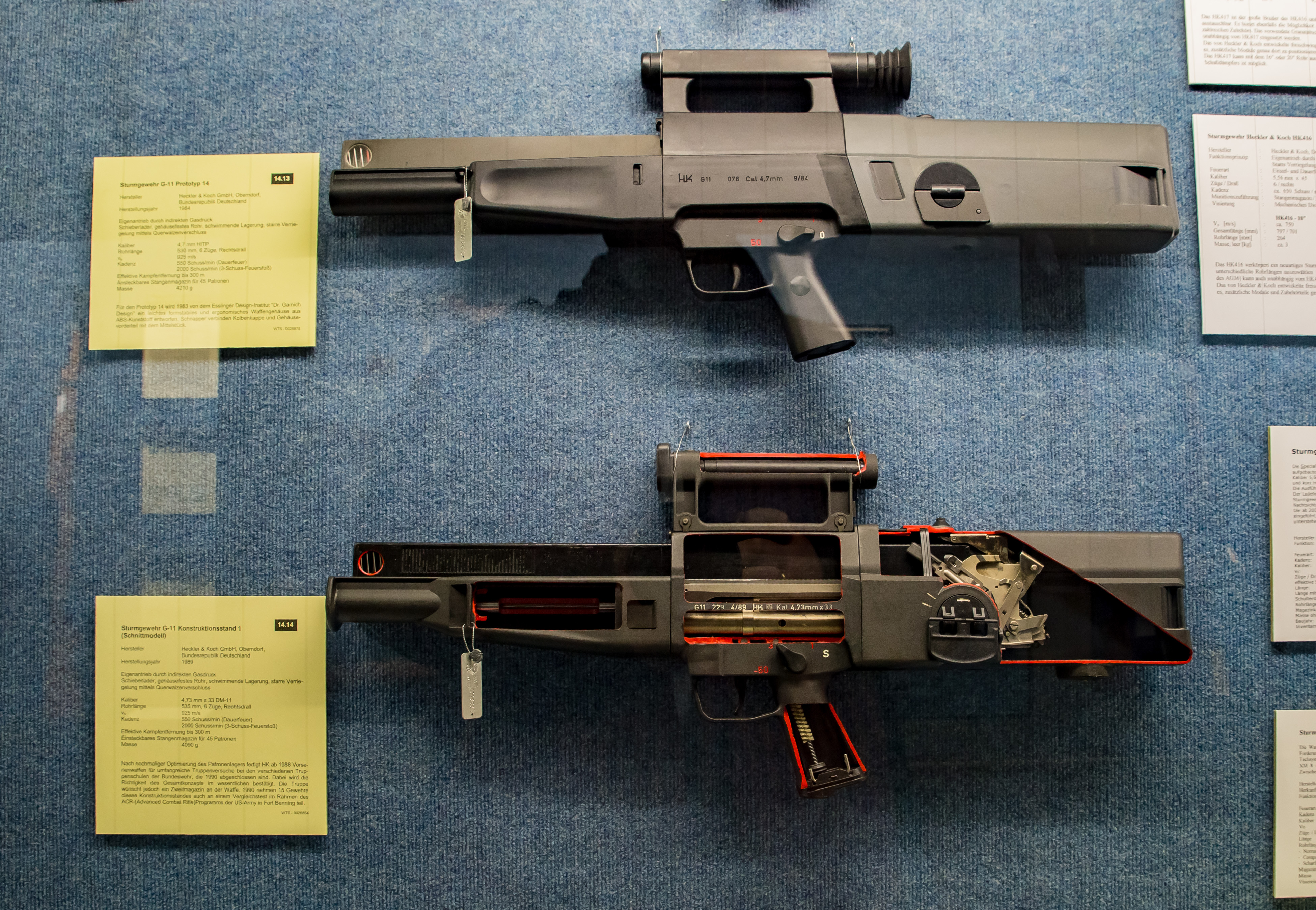
H&K G11
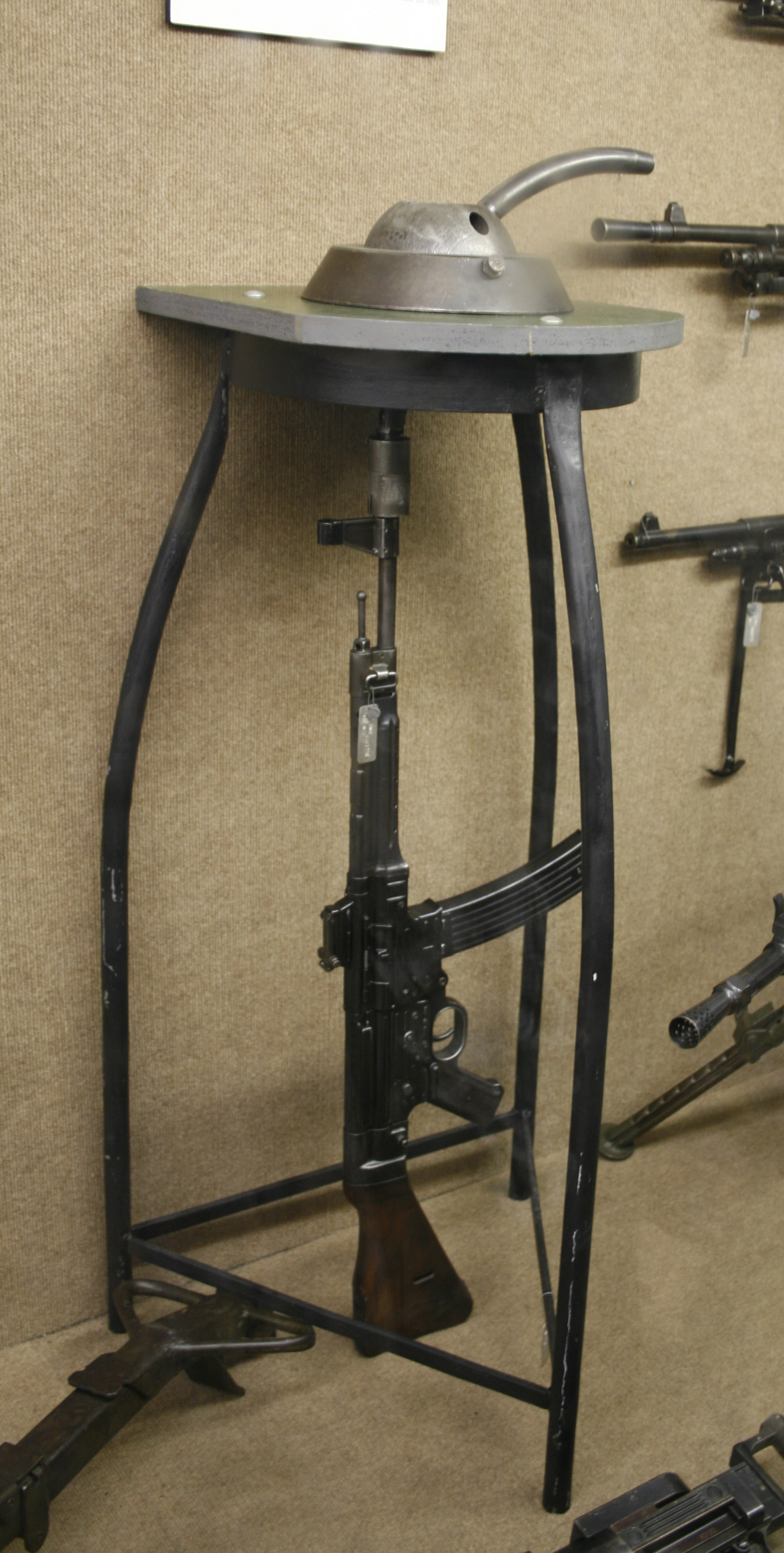
クルムラウフ（英語版） (曲射用アタッチメント)
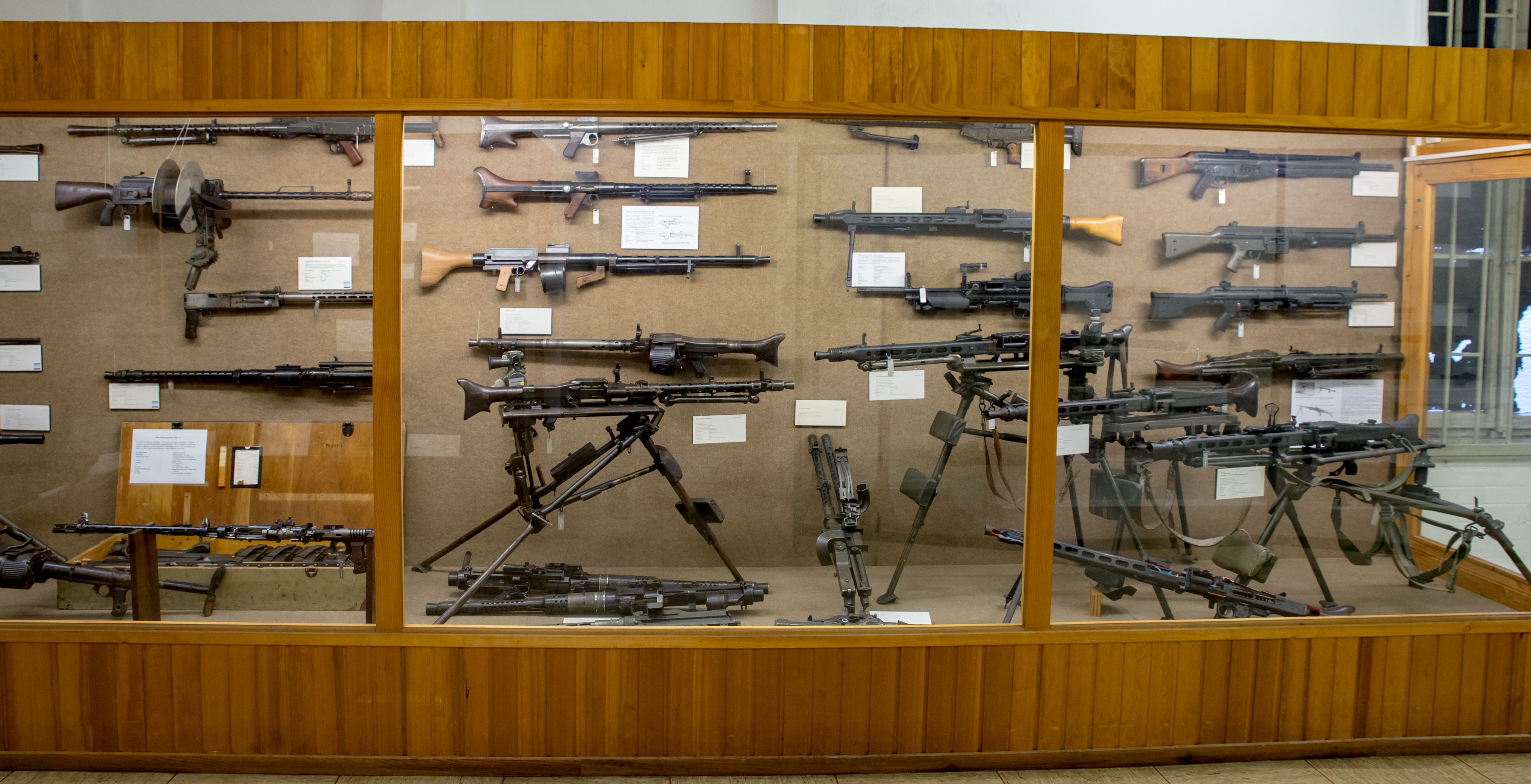
MG34、MG42等の機関銃類

- 火砲、対戦車兵器、ミサイル類

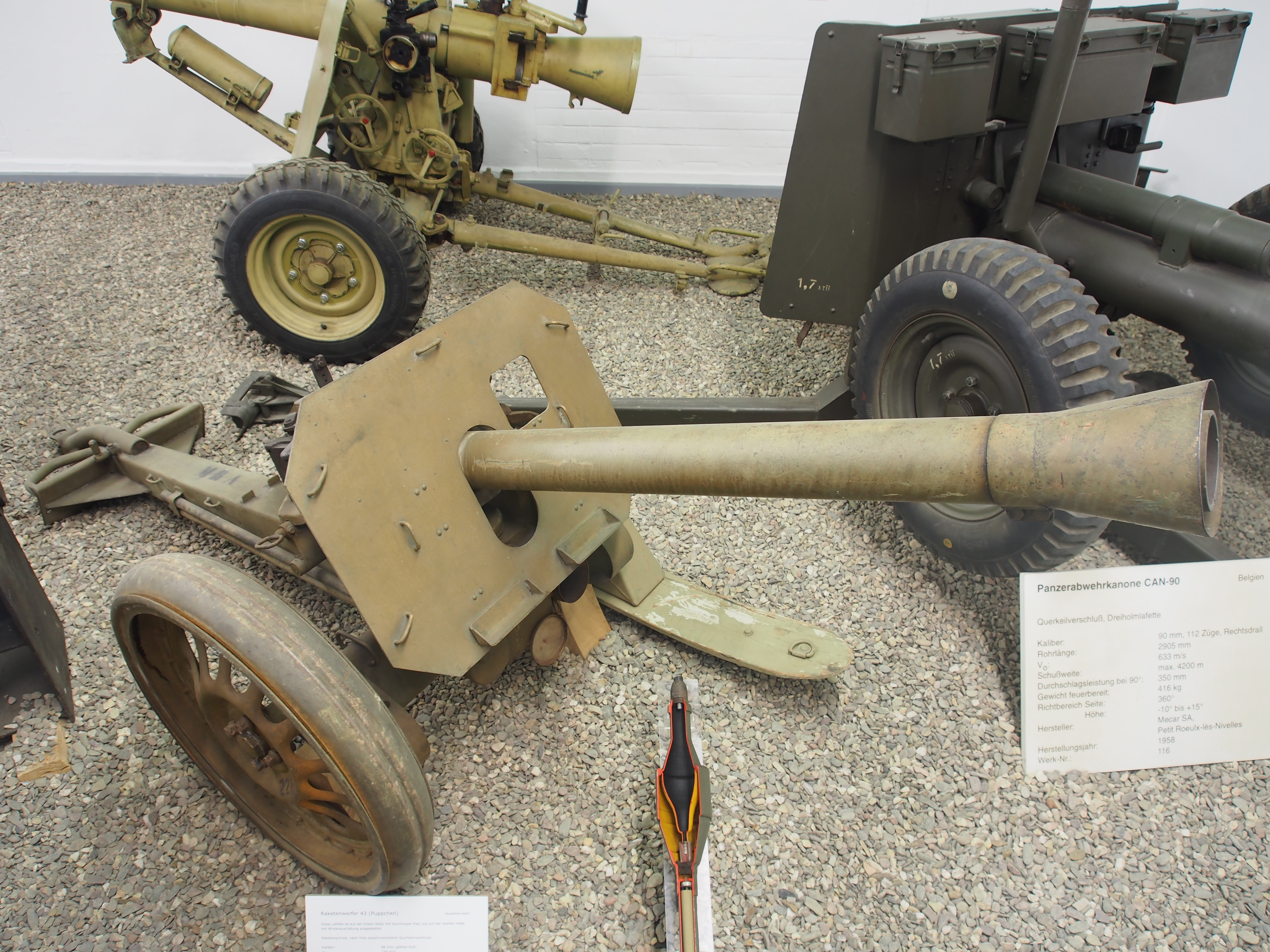
8.8 cmロケット発射器43型
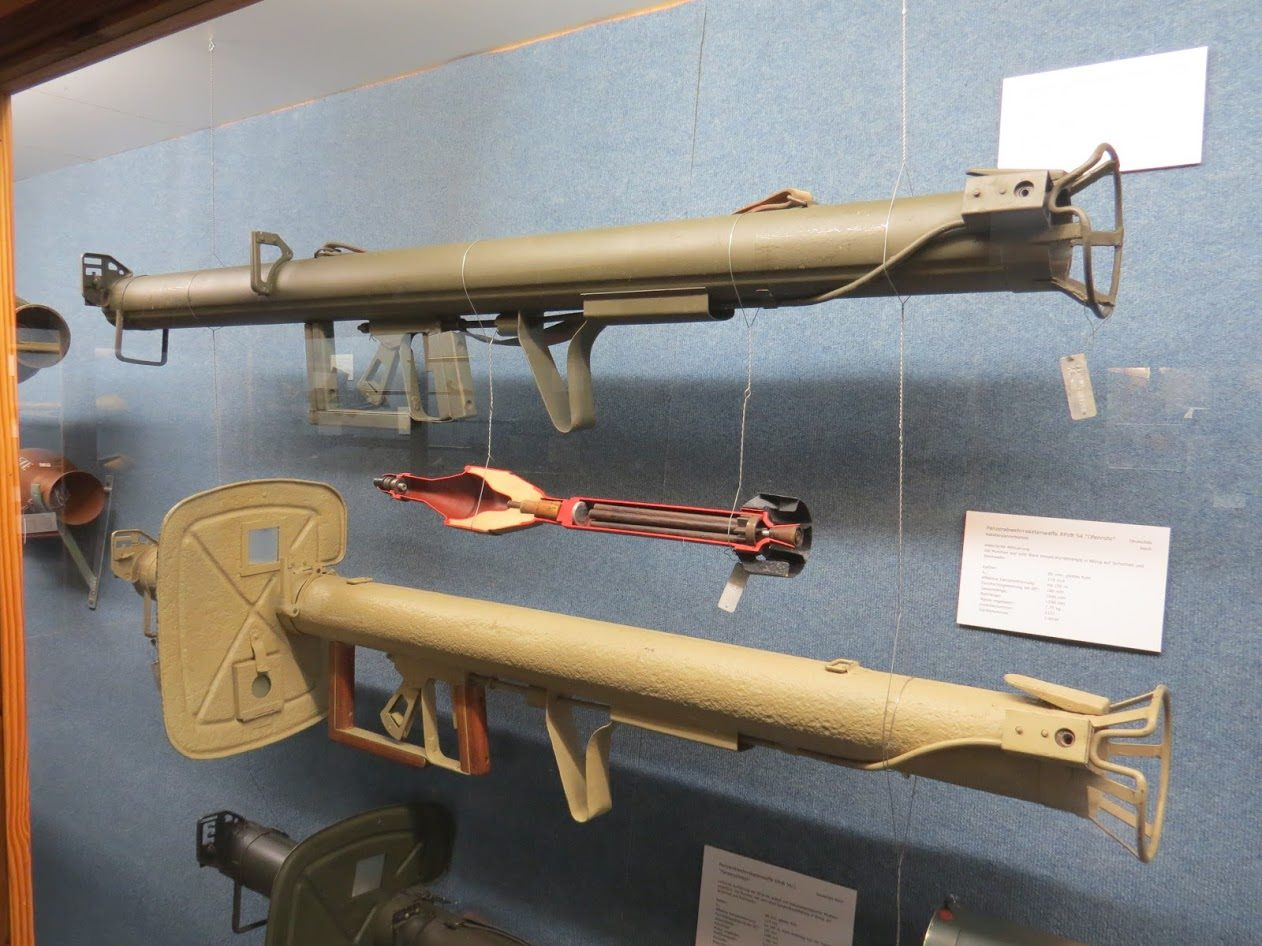
パンツァーシュレック
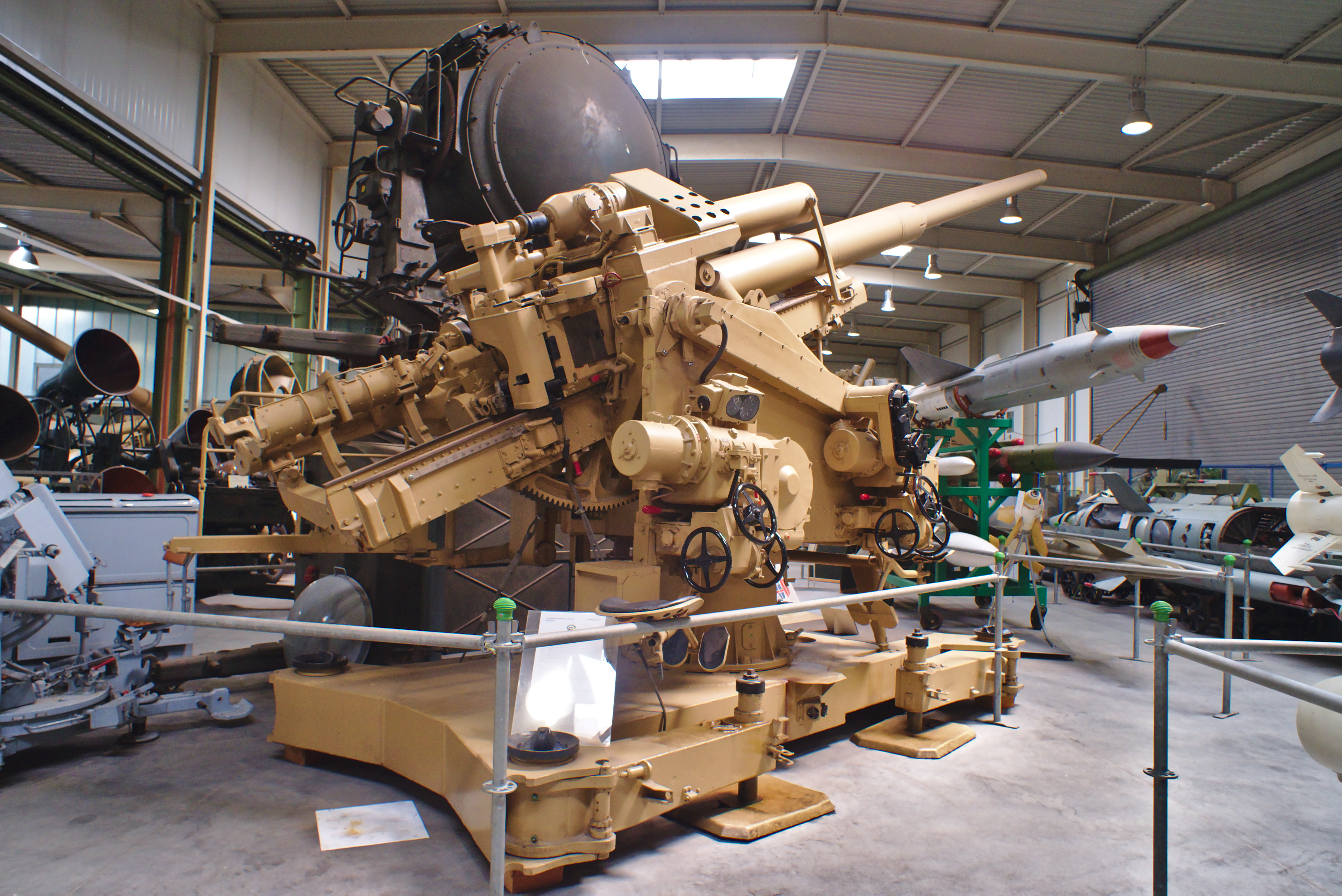
12.8 cm FlaK 40
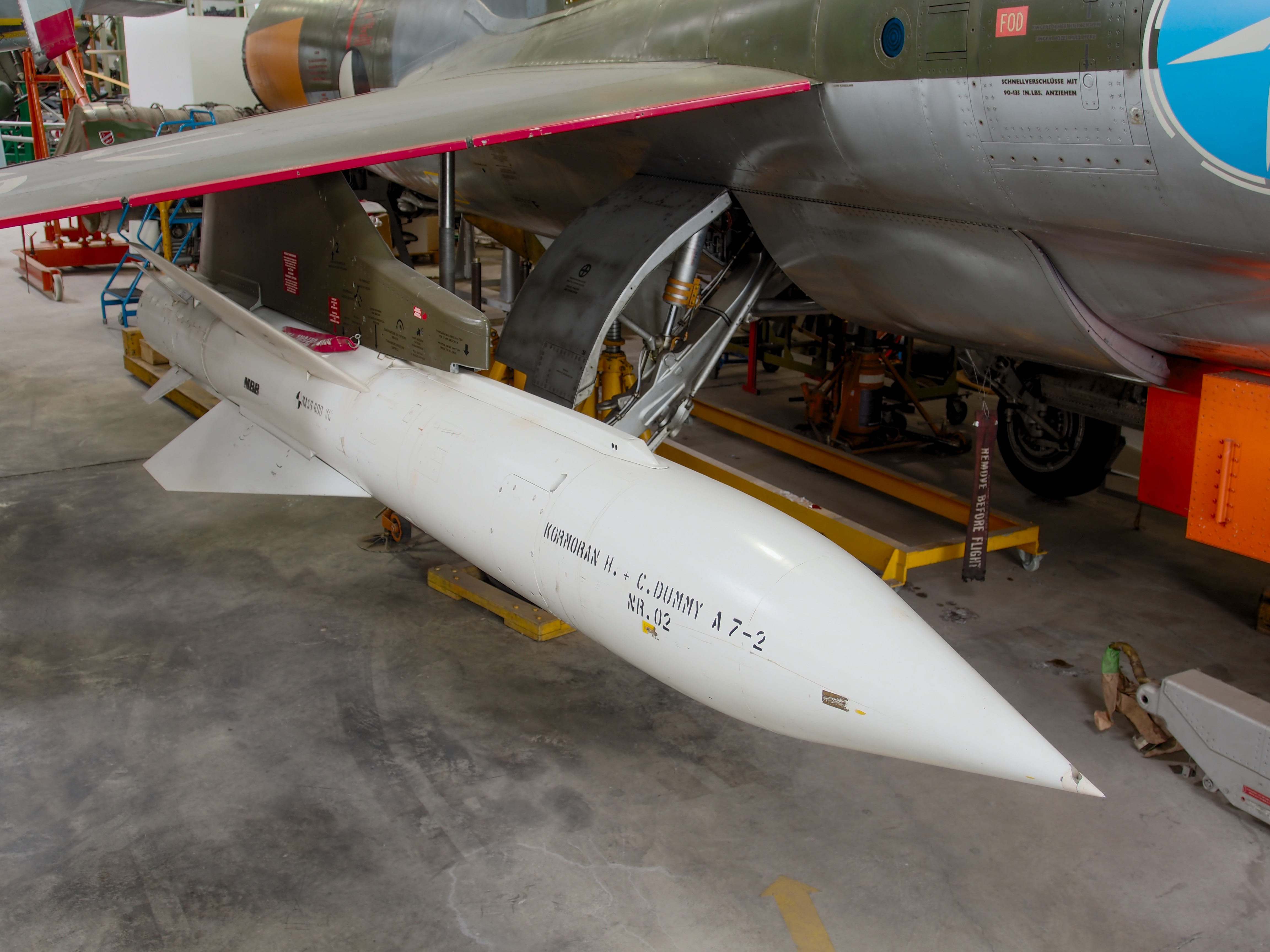
コルモラン対艦ミサイル

- 軍用車両、装甲戦闘車両

- DKW・ムンガ
- Sd.Kfz.7/1
- MBT-70/KPz.70
- VT1-2
- レオパルト2の試作型

- 航空機、海軍関係の装備品

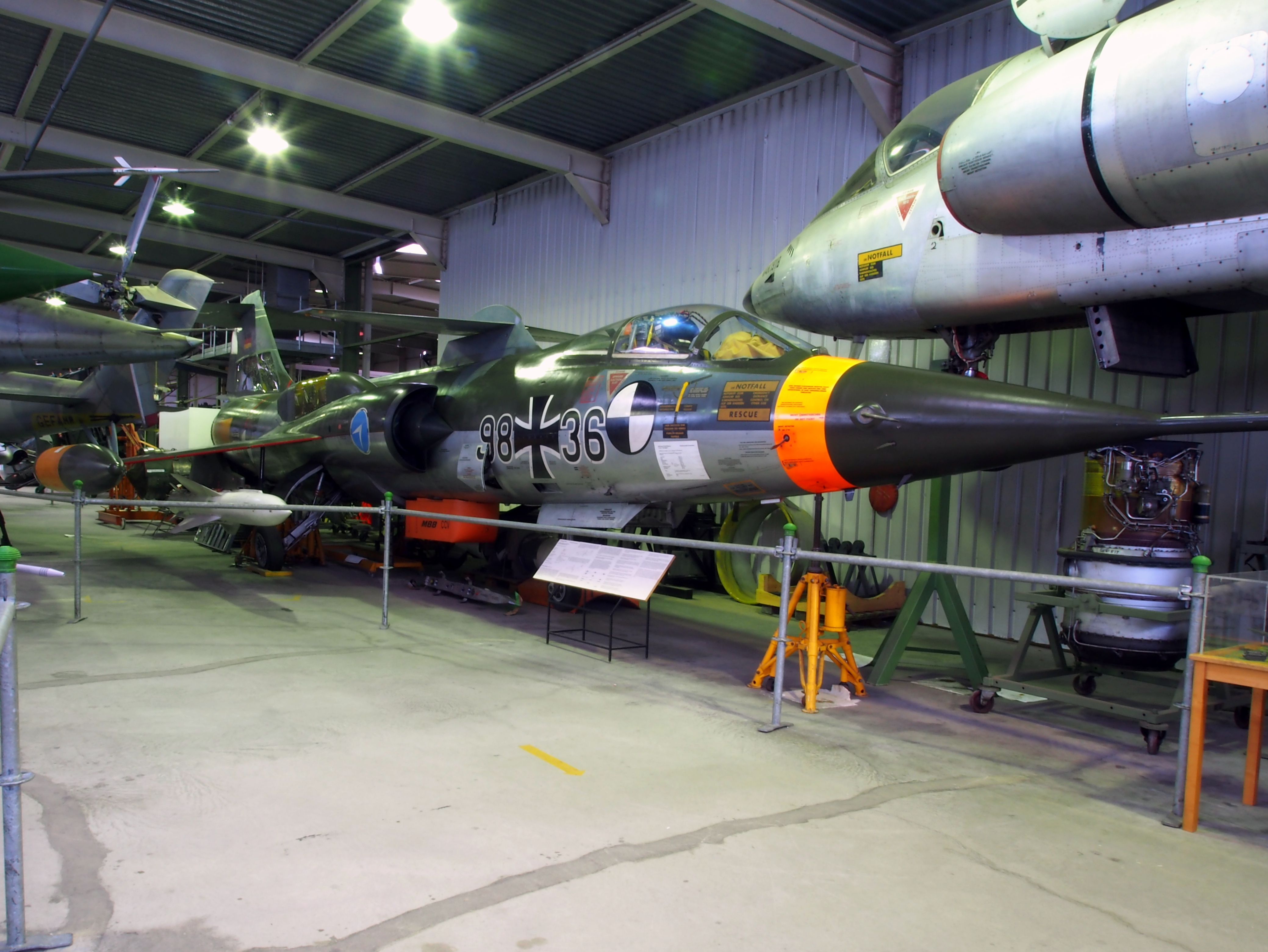
F-104G
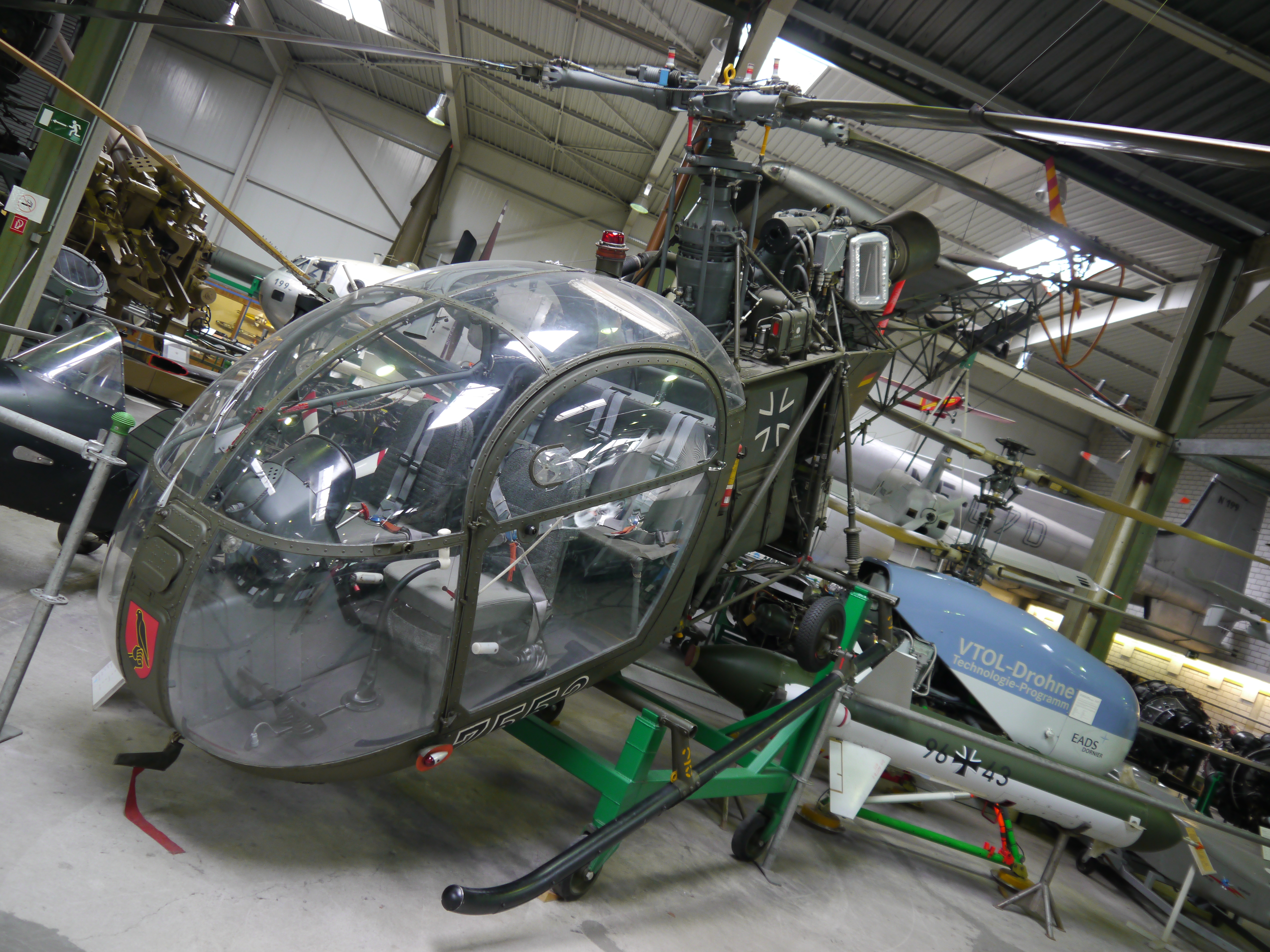
SE.3130 アルエット II
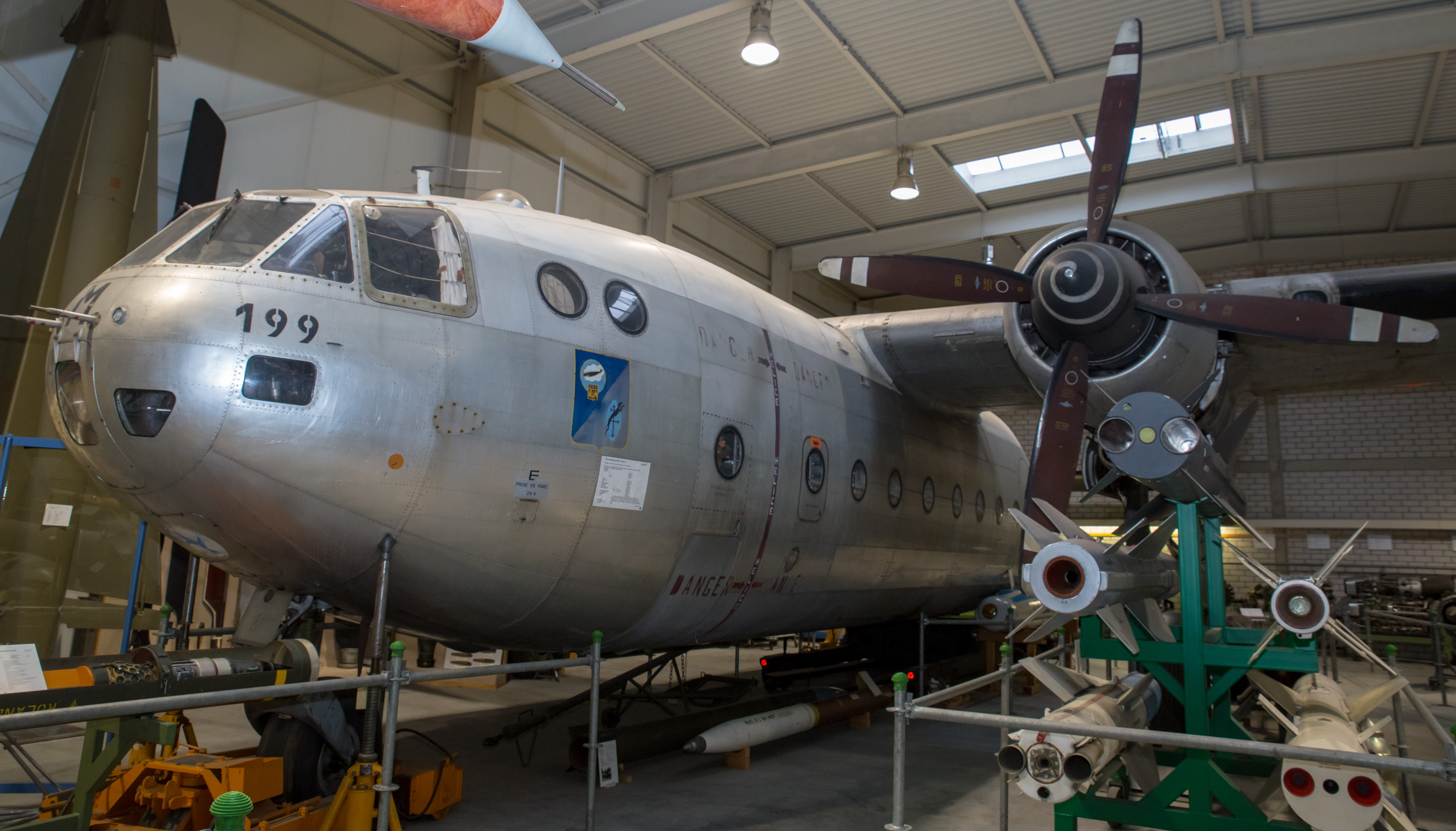
ノール ノラトラ
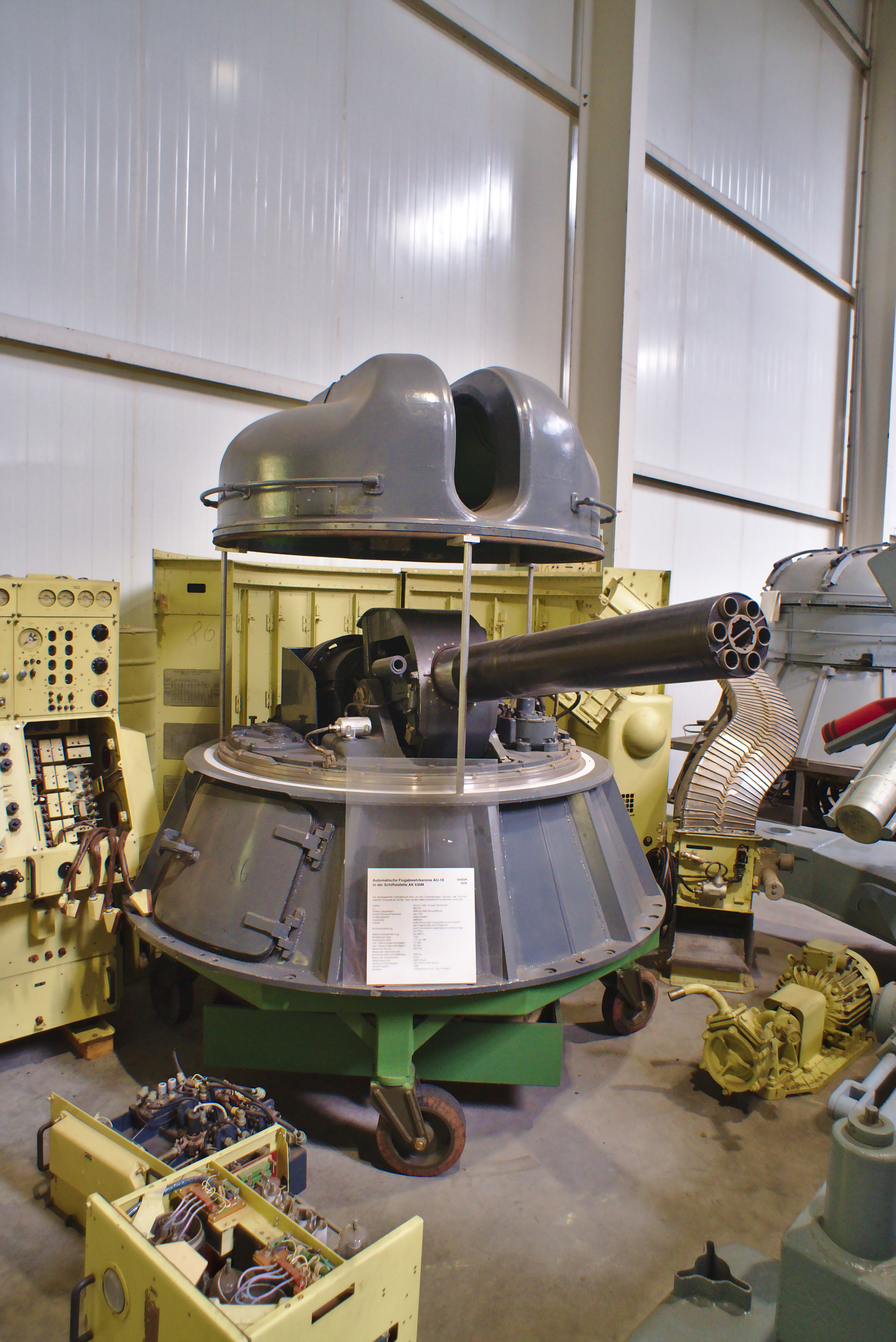
AK-630
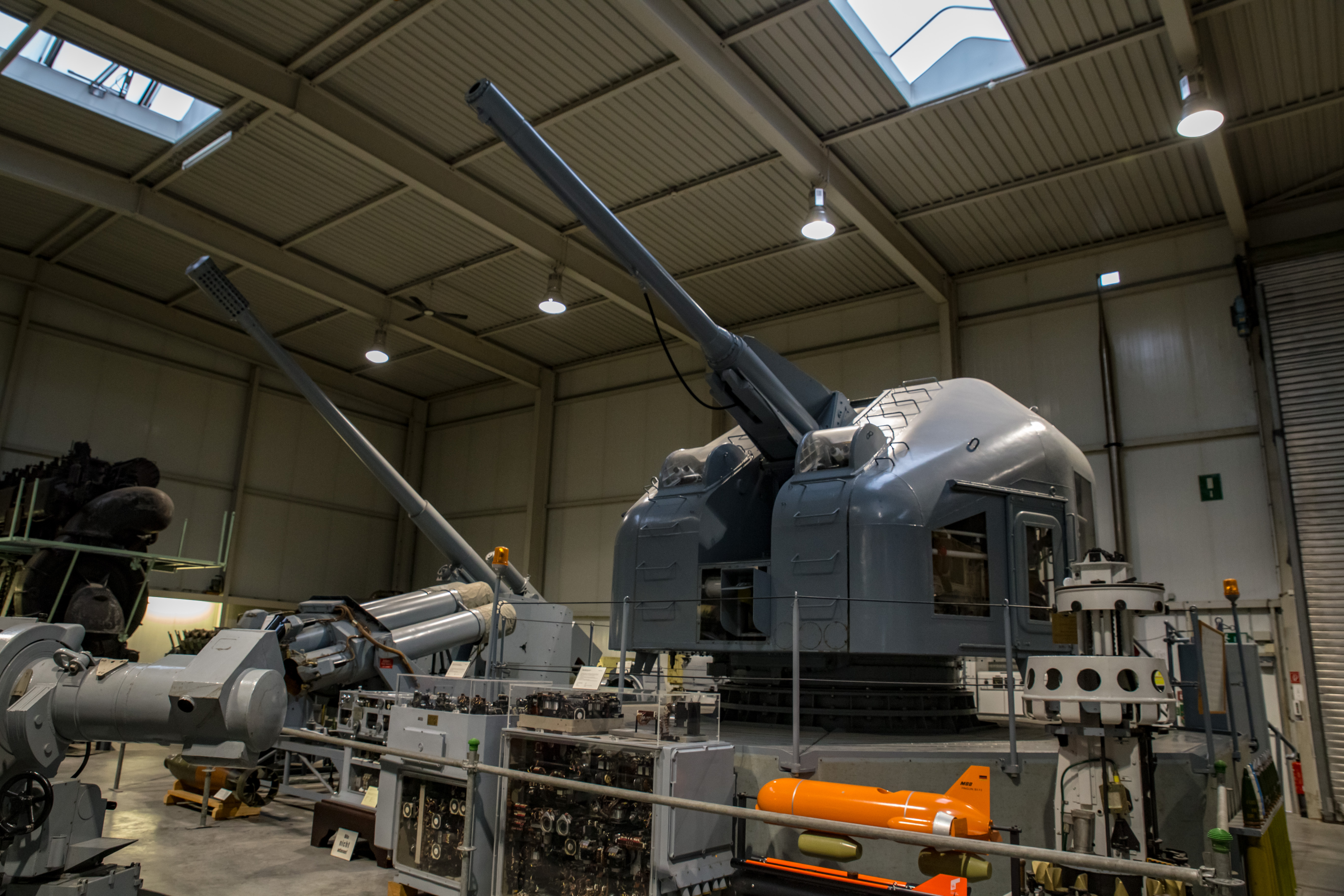
100mm Mle.53

- 工兵用装備品、通信、光学、電子機器類

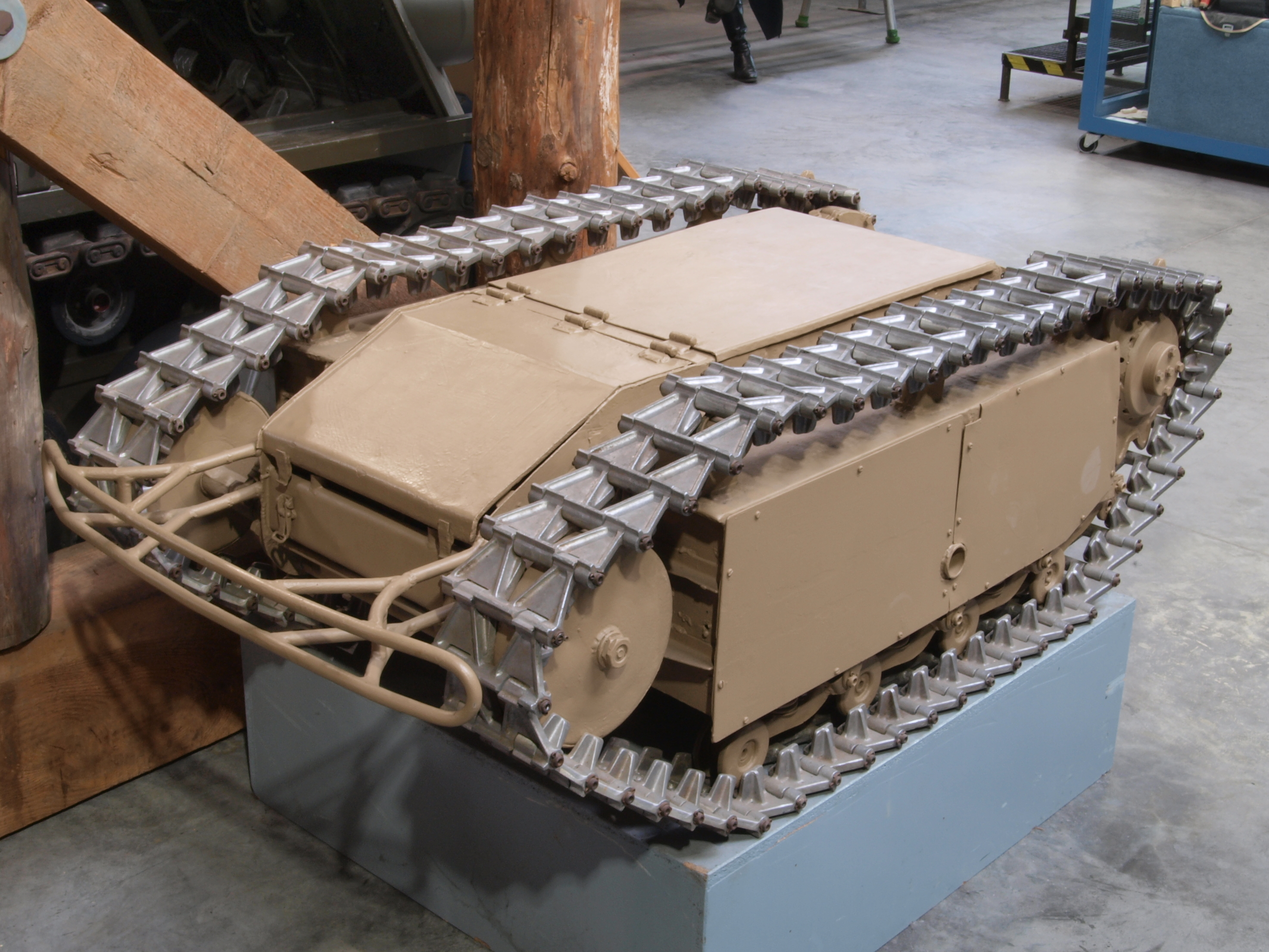
Sd.Kfz.302 ゴリアテ
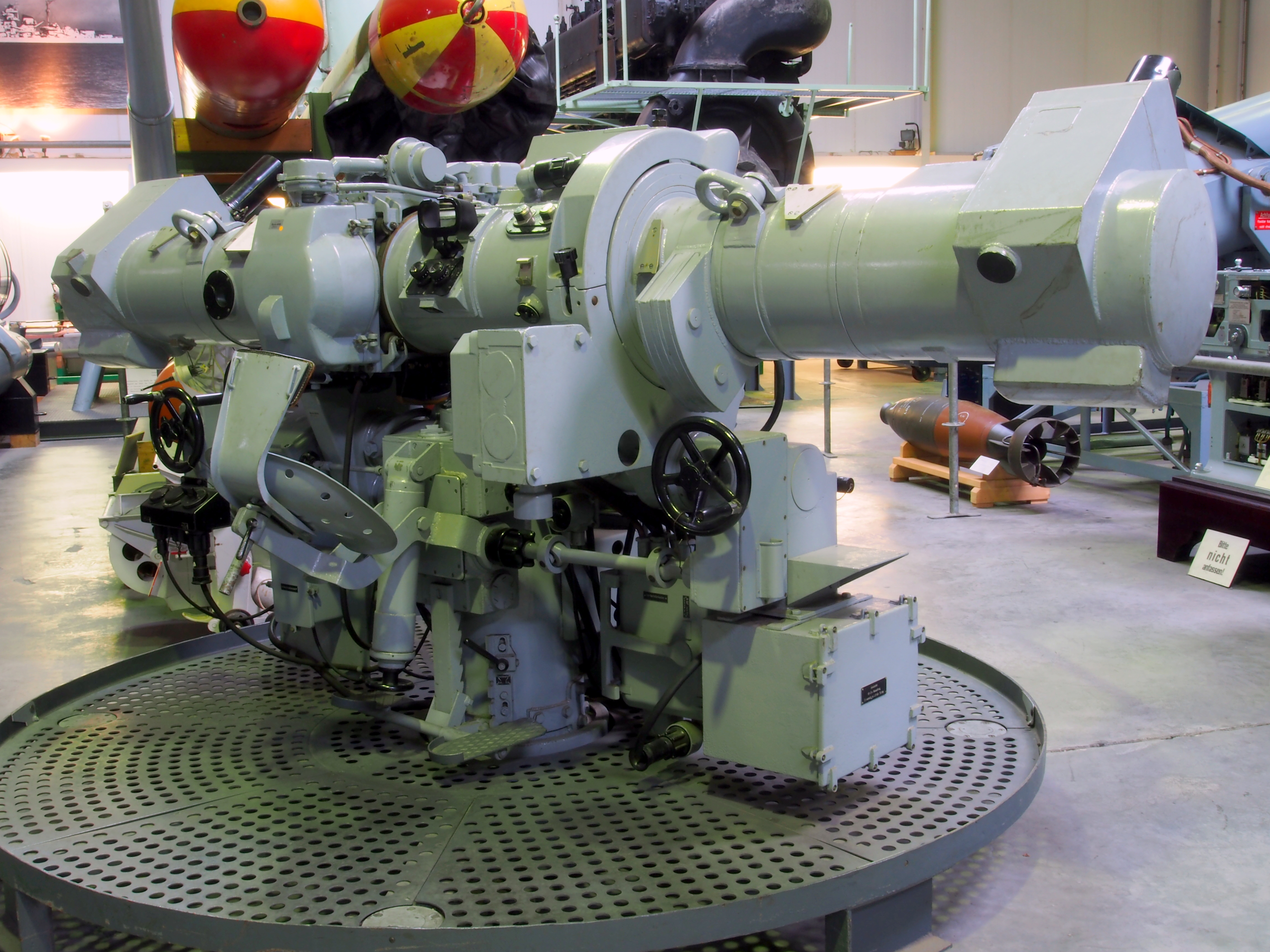
カール・ツァイス製対空砲用レンジファインダー
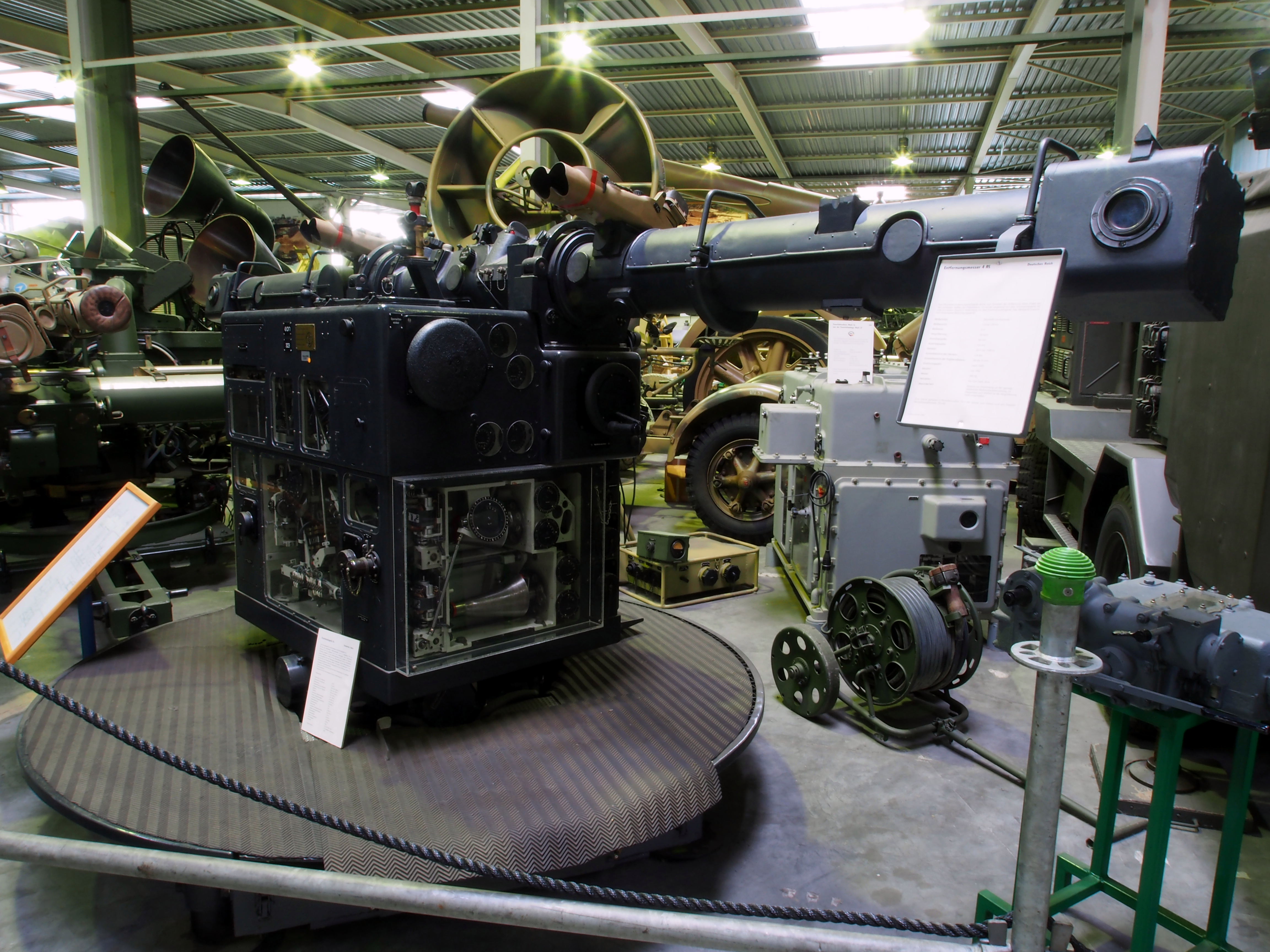
対空砲用レンジファインダー
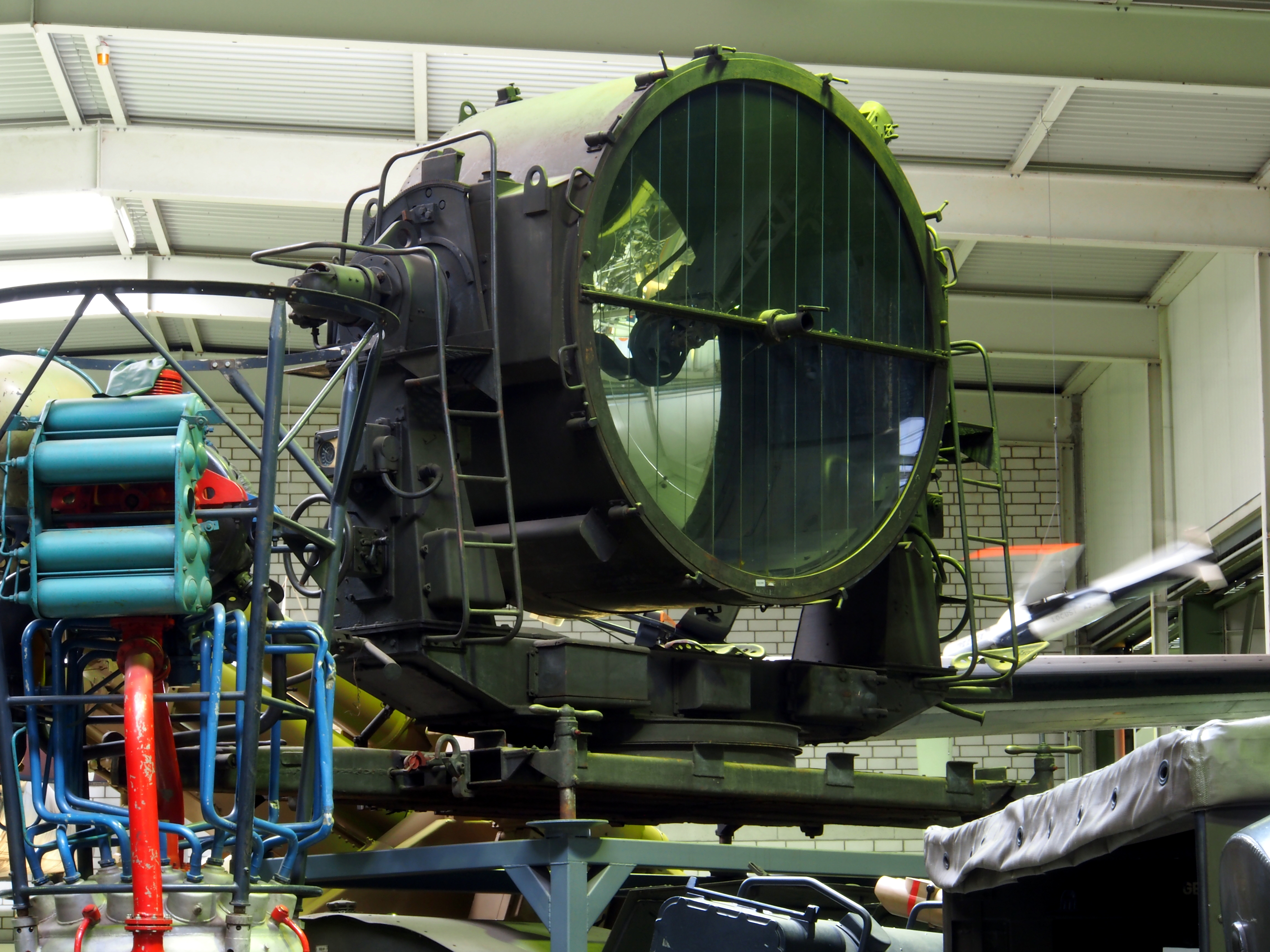
サーチライト
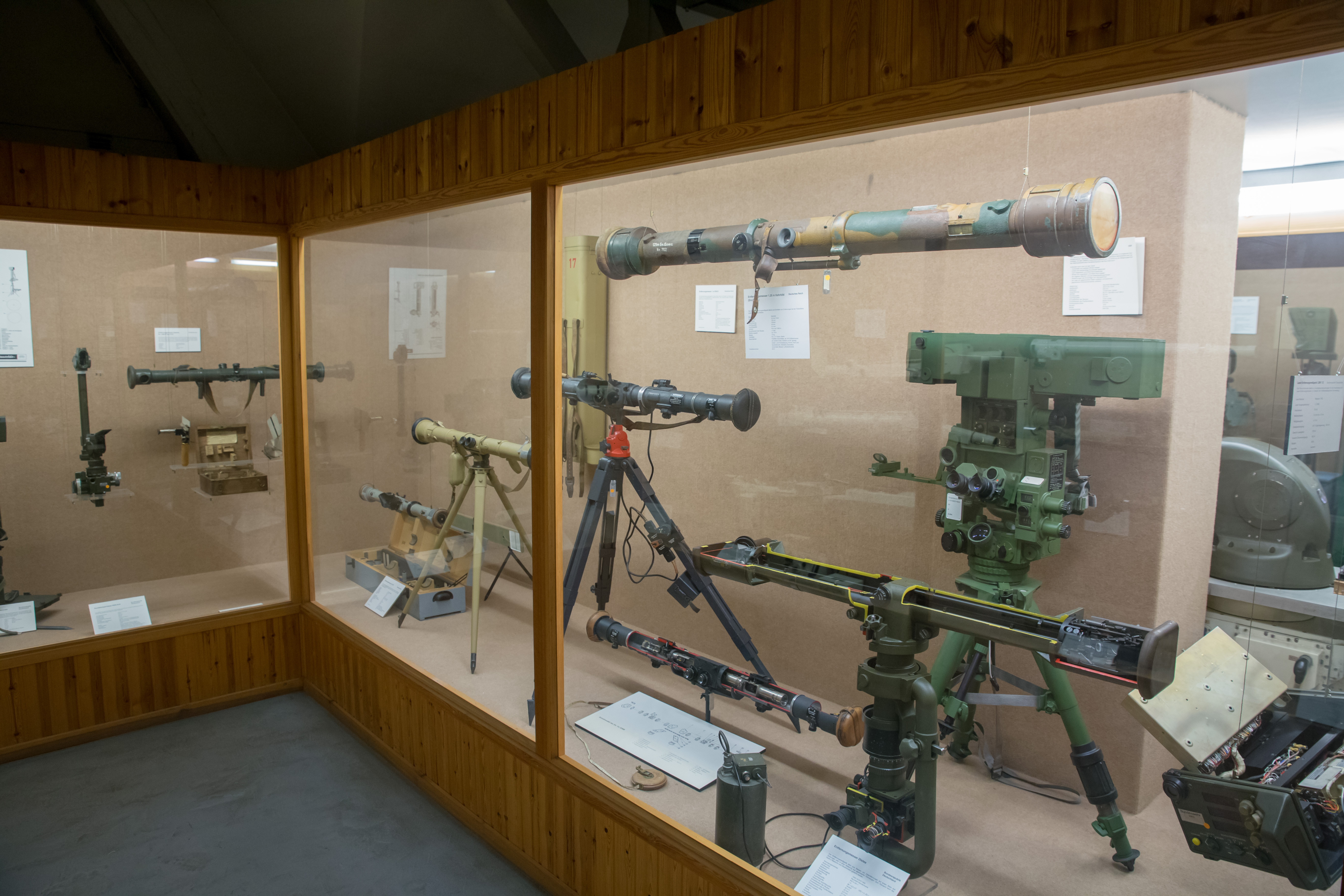
照準器、観測機材類

- 個人装備、軍服

- ドイツ連邦軍の制服
- 冬季用戦闘服
- パイロット用ユニフォーム
- ドイツ連邦軍の勲章

## 参考書籍
- Dieter Heinrich: Die Ausstellungen der Wehrtechnischen Studiensammlung des Bundesamtes für Wehrtechnik und Beschaffung. Biblio Verlag, Osnabrück 1985, ISBN 3-7648-1467-5 .
- Rolf Wirtgen, Frank Köhler, Lothar Simon, Hubert Zimmer: Wehrtechnische Studiensammlung Koblenz. Ein Überblick. 50 Jahre WTS – 30 Jahre in Koblenz. Hermes Medien, Hunzel 2012.
- Eva Zwach: Deutsche und englische Militärmuseen im 20. Jahrhundert. Eine kulturgeschichtliche Analyse des gesellschaftlichen Umgangs mit Krieg. Lit, Münster 1999, ISBN 978-3-8258-4160-7.